# 12149 Begas
12149 Begas è un asteroide della fascia principale. Scoperto nel 1960, presenta un'orbita caratterizzata da un semiasse maggiore pari a 3,1411744 UA e da un'eccentricità di 0,1178615, inclinata di 12,71864° rispetto all'eclittica.